# Navestock
Navestock est une paroisse civile de l’Essex, en Angleterre.